# Sao em nỡ vội lấy chồng
"Sao em nỡ vội lấy chồng" hay "Lá Diêu Bông" là một bài hát thuộc thể loại trữ tình do nhạc sĩ Trần Tiến sáng tác vào năm 1990, phỏng theo bài thơ mang tên "Lá Diêu Bông" của nhà thơ Hoàng Cầm. Nội dung bài hát kể về chuyện một người thiếu nữ thề ước với người con trai yêu cô rằng: nếu tìm được "Lá Diêu Bông" thì sẽ lấy làm chồng, mặc dù cô biết đó là một loại lá không có thật. Thời gian trôi qua, người con trai cất công đi tìm chiếc lá thần thoại đó nhưng người mà anh yêu đã đi lấy chồng từ thuở nào.
Bài hát từng nhận được giải thưởng của Đoàn Thanh niên Cộng sản Hồ Chí Minh năm 1990, về những sáng tác cổ động cho phong trào Dân số - Kế hoạch hoá gia đình.

## Phổ nhạc

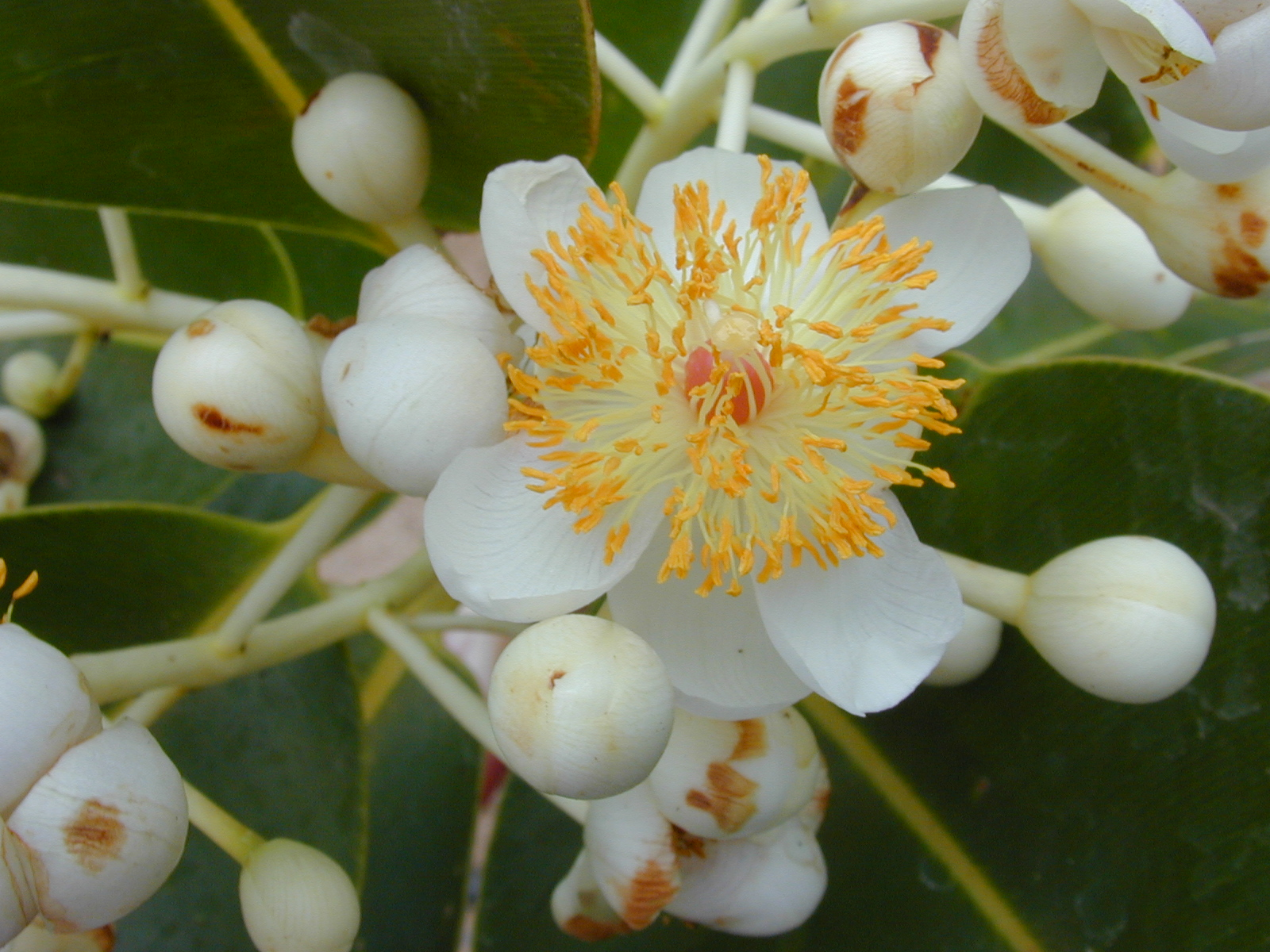
Mù u, loại cây được nhắc đến trong bài hát